# Нарцис Торбов
Нарцис Цветанов Торбов е български учен и археолог.
През 1989 г. завършва специалност история във великотърновския университет. Получава научна степен доктор (1999) и званието ”старши научен сътрудник II степен” (доцент) (2006). Автор е на книгата ”Могиланската могила във Враца”(2005). Има 35 научни публикации на български, английски и немски език. Участва в десетки международни археологически конгреси в САЩ, Германия и Италия, в организирането и транспортирането на изложба на тракийските съкровища в Испания.
През периода 1992-1998 г. разкопава и проучва тракийски надгробни могили в Радовене, Търнак, Търнава, Синеморец и Враца, а 2004 г. – античния град Вариана при Оряхово. През последните години изследва античната пътна станция при Белоградчик и античната и средновековна крепост в местността край Вратцата.
От 1991 до 2021 г. работи като археолог към Отдел "Археология" на Регионален исторически музей - Враца. От 2007 до 2022 г. е ръководител на археологическите проучвания в м. Градище до гр. Враца. През 2019 г. получава научната степен "доктор на науките" с дисертационен труд " Ножът - ΜΑΧΑΙΡΑ или SICA (II в. пр. Хр. - началото на II в. ), като част от културно-историческото анследство на Балаканите" към катедра "Култура, историческо наследство и туризъм" в УниБИТ-София.  От 2021 г. е преподавател към катедра "Култура, историческо наследство и туризъм" в УниБИТ-София. През 2025 г. получава научната титла "професор".  
Женен, с една дъщеря.